# Tuileries (Métro Paris)
Tuileries [tɥilʁi] ist eine unterirdische Station der Linie 1 der Pariser Métro.

## Lage
Der U-Bahnhof befindet sich im 1. Arrondissement von Paris an der Grenze der Stadtviertel Quartier de la Place Vendôme und Quartier Saint-Germain-l’Auxerrois. Er liegt längs unterhalb der Rue de Rivoli.

## Name
Namengebend ist der angrenzende Jardin des Tuileries. Er war als Park des Palais des Tuileries, des ab 1564 erbauten und 1871 durch ein Feuer zerstörten Stadtschlosses der französischen Könige, angelegt worden. Vor dessen Errichtung befanden sich an der Stelle Ziegelbrennereien (fr: Tuileries).

## Geschichte

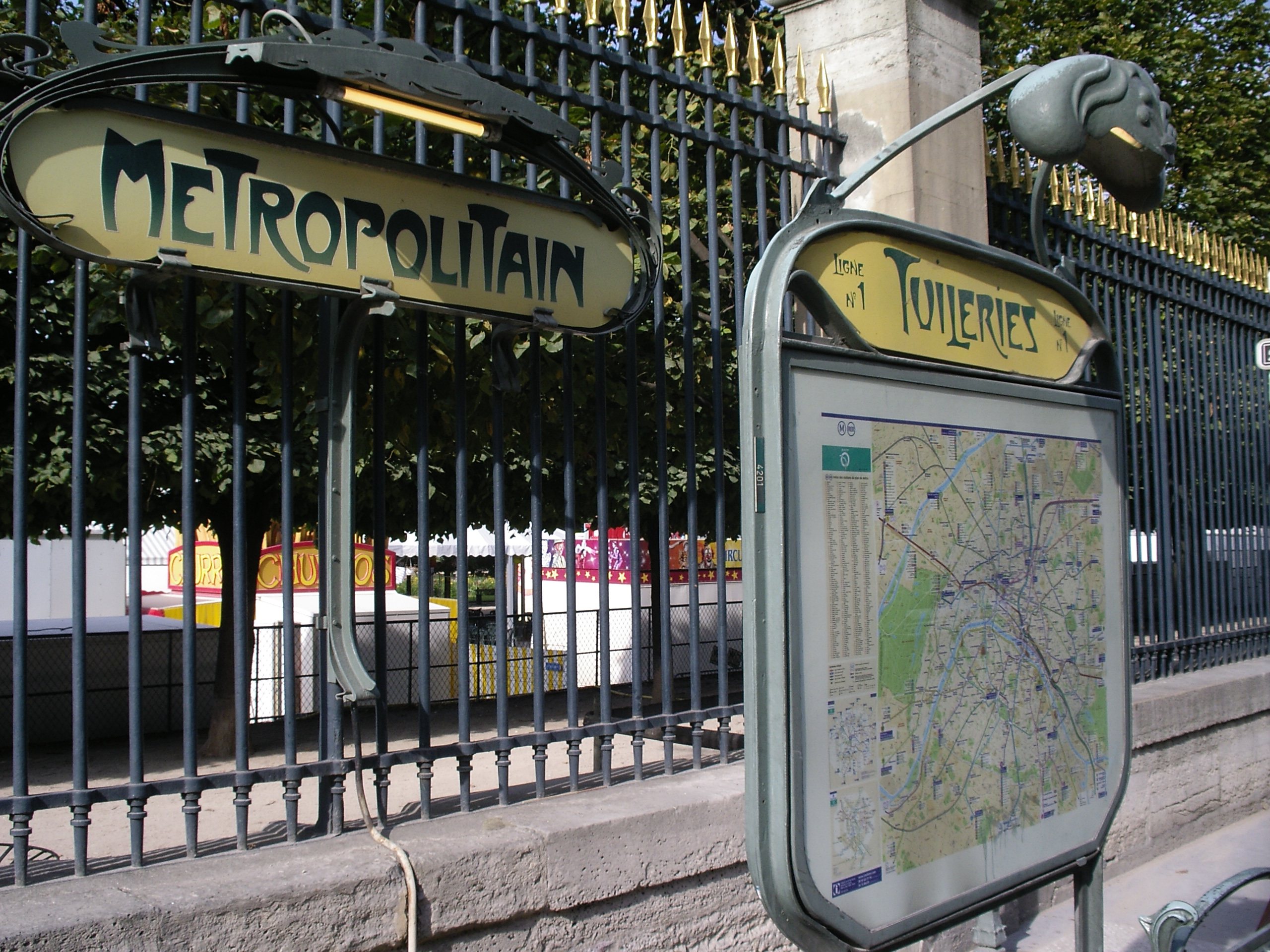
Beschilderung am westlichen Stationszugang

Die Station wurde am 19. Juli 1900 mit Eröffnung der Linie 1 von Porte de Vincennes nach Porte Maillot in Betrieb genommen. Sie wurde in offener Bauweise errichtet und war zunächst 75 m lang. Anfang der 1960er Jahre wurde die Station auf 90 m verlängert und für den Verkehr mit gummibereiften Zügen umgerüstet.
1963 wurden die Seitenwände mit gebogenen Paneelen verkleidet, im Jahr 2000 erhielt die Station wieder ihren ursprünglichen Querschnitt. Ende 2008 wurden die Bahnsteige im Zuge der Einführung des fahrerlosen Betriebs auf der Linie 1 angehoben und mit Bahnsteigtüren versehen.

## Beschreibung
Abweichend von der in Paris häufiger anzutreffenden Bauweise mit elliptischem Querschnitt weist die Station eine waagrechte Metalldecke auf. Auf quer zur Fahrtrichtung liegenden eisernen Stützbalken ruhen Längsträger, die kleine, aus Ziegelsteinen gemauerte Gewölbe tragen. Die Decke der Verlängerung aus den 1960er Jahren hat die Form eines Gewölbes.
Die Station hat zwei 4,10 m breite Seitenbahnsteige an zwei Streckengleisen. Die beiden Zugänge liegen an ihrem südöstlichen Ende, auf der Parkseite der Rue de Rivoli in Höhe der Rue du 29 Juillet.

## Fahrzeuge
Zunächst verkehrten auf der Linie 1 Züge, die aus einem Triebwagen mit nur einem Führerstand und zwei Beiwagen bestanden. Diese Fahrzeuge waren zweiachsig und jeweils knapp neun Meter lang. Bereits 1902 wurden Acht-Wagen-Züge mit je einem Triebwagen an den Zugenden gebildet. Bis 1905 wurden die Triebwagen, ab 1906 auch die Beiwagen durch vierachsige Fahrzeuge auf Drehgestellen ersetzt. 1908 hielten grün lackierte Fünf-Wagen-Züge der Bauart Sprague-Thomson auf der Linie 1 Einzug, die sich dort bis in die 1960er Jahre hielten. Ab Mai 1963 wurden die auf Schienen verkehrenden Sprague-Thomson-Züge sukzessive durch gummibereifte Fahrzeuge der Baureihe MP 59 abgelöst, bis Dezember 1964 herrschte Mischverkehr der zwei Betriebsarten. 1997 folgte die Baureihe MP 89 CC, die mit der Aufnahme des automatischen Betriebs der Baureihe MP 05 wich.

## Umgebung
- Jardin des Tuileries
- Arc de Triomphe du Carrousel
- Place Vendôme